# Gestrandet (1990)
Gestrandet ist der deutsche DVD-Titel eines Kinofilms des samisch-norwegischen Regisseurs Nils Gaup aus dem Jahr 1990. Produziert und finanziert wurde er mit Unterstützung der Disney-Studios, die auch den Verleih übernahmen. Im deutschen Fernsehen lief der Film unter dem Titel Gestrandet auf der Schatzinsel. Er basiert auf dem erstmals 1873 veröffentlichten Roman Håkon Håkonsen von Oluf Vilhelm Falck-Ytter.

## Handlung
Erzählt wird die Geschichte des Jungen Haakon Haakonsen, der von zu Hause wegzieht und zur See fährt, um Geld für das vom Verkauf bedrohte Haus seiner Familie zu verdienen. Nachdem er auf einem Schiff angeheuert hat, wird dies von Piraten übernommen und sinkt in einem Sturm. Haakon erwacht allein auf einer Insel und findet dort einen großen Schatz, auf den jedoch die Piraten Anspruch erheben, was Haakon zu verhindern versucht.

## Hintergrund
Der Film wurde in zwei Fassungen gedreht: für den norwegischen Markt in einer Fassung mit norwegischen und englischen Passagen, für den Weltmarkt in einer komplett englischen Version. Dabei wurde nicht synchronisiert, sondern die entsprechenden Szenen wurden zweimal gedreht (erst in Norwegisch, dann in Englisch), wodurch die beiden Fassungen auch im Bild unterschiedlich sind.

## Kritik
„Dem norwegischen Regisseur Nils Gaup gelang auch ohne High-Tech ein bewegender, stimmungsvoller und überaus spannender Abenteuerfilm im Stile klassischer Werke wie Die Schatzinsel.“

## Veröffentlichungen
- DVD und VHS (unter dem Titel Gestrandet), Walt Disney Pictures
- CD: (unter dem Titel Shipwrecked. Original Motion Picture Soundtrack), Soundtrack von Patrick Doyle, Walt Disney Records, Burbank 1991, Tonträger-Nr. 60614-2